# Donna Murphy
Donna Murphy (Nueva York, 7 de marzo de 1959) es una cantante y actriz estadounidense de teatro, cine y televisión, más conocida por su trabajo en el teatro musical. Nominada en cinco oportunidades al premio Tony, ha ganado dos veces el galardón mejor actriz principal en un musical por su papel de Fosca en Passion (1994-1995) y como Anna Leonowens en El rey y yo (1996-1997). También fue nominada por su papel de Ruth Sherwood en Wonderful Town (2003), Lotte Lenya en LoveMusik (2007) y Bubble/Raisel en The People in the Picture (2011).
Murphy hizo su debut en Broadway como reemplazo en el musical de 1979 They're Playing Our Song. Sus otras participaciones teatrales incluyen las producciones originales Off-Broadway de Song of Singapore (1991) y Hello Again (1993). En 1997, ganó un Premio Daytime Emmy a la mejor intérprete de especial infantil/juvenil/familiar por su papel en Someone Had to be Benny, un episodio de la serie de HBO Lifestories: Families in Crisis. Sus papeles cinematográficos incluyen a Anij en Star Trek: insurrección (1998), Rosalie Octavius en Spider-Man 2 (2004), la malvada bruja Madre Gothel en la película animada Enredados (2010) y una de las secretarias de gobierno en The Bourne Legacy (2012).

## Participaciones en Broadway
| Año  | Trabajo                    | Rol                                   | Notas                                                                     |
| ---- | -------------------------- | ------------------------------------- | ------------------------------------------------------------------------- |
| 1979 | They're Playing Our Song   | Swing/Sonia Walsk (voz)               | Imperial Theatre 11 de febrero de 1979 al 6 de septiembre de 1981         |
| 1984 | The Human Comedy           | Bess Macauley & Mary Arena (suplente) | Royale Theatre 5 de abril de 1984 al 15 de abril de 1984                  |
| 1985 | The Mystery of Edwin Drood | Various Characters                    | Imperial Theatre 2 de diciembre de 1985 al 16 de mayo de 1987             |
| 1994 | Passion                    | Fosca                                 | Plymouth Theatre 9 de mayo de 1994 al 7 de enero de 1995                  |
| 1996 | El Rey y yo                | Anna Leonowens                        | Neil Simon Theatre 11 de abril de 1996 a marzo de 1997                    |
| 2003 | Wonderful Town             | Ruth Sherwood                         | Al Hirschfeld Theatre 23 de noviembre de 2003 al 26 de septiembre de 2004 |
| 2007 | LoveMusik                  | Lotte Lenya                           | Teatro Biltmore 3 de mayo de 2007 al 24 de junio de 2007                  |
| 2011 | The People in the Picture  | Bubbie/Raisel                         | Studio 54 28 de abril de 2011 al 19 de junio de 2011                      |

## Filmografía

### Cine y películas para televisión
| Año  | Título                                            | Rol               | Notas                    |
| ---- | ------------------------------------------------- | ----------------- | ------------------------ |
| 1987 | Tales from the Hollywood Hills: A Table at Ciro's | June the Vocalist | Película para televisión |
| 1995 | Jade                                              | Karen Heller      |                          |
| 1996 | Passion                                           | Fosca             | Película para televisión |
| 1998 | The Day Lincoln Was Shot                          | Mary Todd Lincoln | Película para televisión |
| 1998 | October 22                                        | Carole            |                          |
| 1998 | Star Trek: insurrección                           | Anij              |                          |
| 1999 | The Astronaut's Wife                              | Natalie Streck    |                          |
| 2000 | Center Stage                                      | Juliette          |                          |
| 2000 | The Last Debate                                   | Joan Naylor       | Película para televisión |
| 2004 | The Door in the Floor                             | Frame Shop Owner  |                          |
| 2004 | Spider-Man 2                                      | Rosalie Octavius  |                          |
| 2006 | Ira & Abby                                        | Dr. Betsy Goldman |                          |
| 2006 | World Trade Center                                | Judy Jonas        |                          |
| 2006 | The Fountain                                      | Betty             |                          |
| 2007 | The Nanny Diaries                                 | Judy Braddock     |                          |
| 2008 | Sherman's Way                                     | Evelyn Black      |                          |
| 2010 | Sondheim! The Birthday Concert                    | Ella misma        | Película para televisión |
| 2010 | Enredados                                         | Madre Gothel      | Voz                      |
| 2011 | Higher Ground                                     | Kathleen Walker   |                          |
| 2011 | Dark Horse                                        | Marie             |                          |
| 2012 | The Bourne Legacy                                 | Dita              |                          |
| 2013 | House of Versace                                  | María             | Película para televisión |

### Series de televisión
| Año       | Título                           | Rol                       | Notas     |
| --------- | -------------------------------- | ------------------------- | --------- |
| 1991      | Another World                    | D.A. Morgan Graves        |           |
| 1993      | Law & Order                      | Karen Unger               |           |
| 1996      | Lifestories: Families in Crisis  | Armanda Agrelo            |           |
| 1995-1996 | Murder One                       | Francesca Cross           |           |
| 1996      | Remember WENN                    | Ruth Geddy                |           |
| 1997      | Nothing Sacred                   | Camille                   |           |
| 1997-2000 | Law & Order                      | Carla Tyrell              |           |
| 1997      | Liberty! The American Revolution | Abigail Adams             | Miniserie |
| 1998      | The Practice                     | Marie Hanson              |           |
| 1998      | Ally McBeal                      | Maries Hanson             |           |
| 2000-2001 | What About Joan?                 | Dr. Ruby Stern            |           |
| 2002      | The Education of Max Bickford    | Esther Webber             |           |
| 2002-2003 | Hack                             | Heather Olshansky         |           |
| 2005      | CSI: Crime Scene Investigation   | Capitán Annie Krame, LAPD |           |
| 2006      | Studio 60 on the Sunset Strip    | Blair                     |           |
| 2007      | Law & Order: Criminal Intent     | Maureen Pagolis           |           |
| 2007      | Damages                          | Nancy                     |           |
| 2008      | Law & Order: Criminal Intent     | Dr. Raye Massey           |           |
| 2009      | Trust Me                         | Denise Goodman            |           |
| 2010      | Ugly Betty                       | Eve                       |           |
| 2012      | Made in Jersey                   | Darlene Garetti           |           |
| 2013      | El mentalista                    | Diandra Sunderland        |           |
| 2014      | The Good Wife                    | Judge Alice Adelson       |           |
| 2014      | Royal Pains                      | Berta                     |           |
| 2014      | Resurrection                     | Angela Forrester          |           |

## Premios y nominaciones
| Año  | Premio                     | Categoría                                        | Trabajo                                                   | Resultado                                        | refs   |
| ---- | -------------------------- | ------------------------------------------------ | --------------------------------------------------------- | ------------------------------------------------ | ------ |
| 1992 | Premio Drama Desk          | Actriz destacada en un musical                   | Song of Singapore                                         | Nominada                                         | [ 9 ]  |
| 1992 | Outer Critics Circle Award | Actriz destacada en un musical                   | Song of Singapore                                         | Nominada                                         |        |
| 1993 | Premio Drama Desk          | Actriz destacada en un musical                   | Hello Again                                               | Nominada                                         | [ 10 ] |
| 1994 | Premio Tony                | Mejor actriz principal en un musical             | Passion                                                   | Ganadora                                         | [ 1 ]  |
| 1994 | Premio Drama Desk          | Actriz destacada en un musical                   | Passion                                                   | Ganadora                                         | [ 11 ] |
| 1996 | Premio Tony                | Mejor actriz principal en un musical             | El rey y yo                                               | Ganadora                                         | [ 2 ]  |
| 1996 | Premio Drama Desk          | Actriz destacada en un musical                   | El rey y yo                                               | Nominada                                         | [ 12 ] |
| 1996 | Drama League Award         | Distinguished Performance                        | El rey y yo                                               | Nominada                                         |        |
| 1996 | Premio Drama Desk          | Actriz destacada en una obra de teatro           | Twelve Dreams                                             | Nominada                                         | [ 12 ] |
| 1997 | Premio Daytime Emmy        | Interpretación destacada en un especial infantil | Lifestories: Families in Crisis (Someone Had to be Benny) | Ganadora                                         | [ 6 ]  |
| 2004 | Premio Tony                | Mejor actriz principal en un musical             | Wonderful Town                                            | Nominada                                         | [ 3 ]  |
| 2004 | Premio Drama Desk          | Actriz destacada en un musical                   | Wonderful Town                                            | Ganadora                                         | [ 13 ] |
| 2004 | Drama League Award         | Interpretación destacada                         | Wonderful Town                                            | Nominada                                         |        |
| 2004 | Outer Critics Circle Award | Actriz destacada en un musical                   | Wonderful Town                                            | Ganadora                                         |        |
| 2007 | Premio Tony                | Mejor actriz principal en un musical             | LoveMusik                                                 | Nominada                                         | [ 4 ]  |
| 2007 | Premio Drama Desk          | Actriz destacada en un musical                   | LoveMusik                                                 | Ganadora junto a Audra McDonald 110 in the Shade | [ 14 ] |
| 2007 | Drama League Award         | Interpretación destacada                         | LoveMusik                                                 | Nominada                                         | [ 15 ] |
| 2007 | Outer Critics Circle Award | Actriz destacada en un musical                   | LoveMusik                                                 | Ganadora                                         |        |
| 2011 | Premio Tony                | Mejor actriz principal en un musical             | The People in the Picture                                 | Nominada                                         | [ 5 ]  |
| 2011 | Premio Drama Desk          | Actriz destacada en un musical                   | The People in the Picture                                 | Nominada                                         | [ 16 ] |
| 2011 | Drama League Award         | Interpretación distinguida                       | The People in the Picture                                 | Nominada                                         |        |
| 2011 | Outer Critics Circle Award | Actriz destacada en un musical                   | The People in the Picture                                 | Nominada                                         |        |
| 2013 | Premios Drama Desk         | Actriz destacada en un musical                   | Into the Woods                                            | Nominada                                         | [ 17 ] |